# ویکی‌پدیای مجاری
ویکی‌پدیای مجاری نسخه مجاری وبگاه ویکی‌پدیا است و در ۸ ژوئیه ۲۰۰۳ ایجاد شده است و در ۱۷ ژوئیه ۲۰۰۸ به ۱۰۰٬۰۰۰ مقاله رسید.
تا تاریخ ۳۰ مه ۲۰۱۱ این دانش‌نامه با بیش از ۱۹۱٬۰۰۰ مقاله در رتبهٔ نوزدهم ویکی‌پدیاها قرار داشت
تا تاریخ فوریه ۲۰۱۳ این دانش‌نامه با بیش از ۲۳۵٬۰۰۰ مقاله در رتبهٔ بیست و یکم ویکی‌پدیاها قرار داشت.